# 苍狼 (电视剧)
《苍狼》为2013年在中国上映的电视剧，由西安夢舟影視文化傳播有限責任公司出品。是《雪豹》、《黑狐》属于同一系列，由潘泰名、章雯淇、領銜主演。该作品讲述以陳天放为首的“苍狼”组织为了保护国家和日军进行斗智斗勇的故事。

## 劇情概要
抗日战争时期，上海陷落之后，陳天放因为一次意外，与军队失去了联系，然而他却靠着自己的能力以及一些指挥，与日军斗智斗勇。
随后，他和一些人多次破坏了日军的计划，而他的这些行为自然是受到了军方高层的赞赏，并且劉洪元司令批准他以及其战友成立“蒼狼”特別行動隊。
经过他们的努力，终于等来了抗日战争的结束，并且此时的陈天放和自己的战友们一起等待着解放的到来……

## 播出時間
- 四川衞視：2013年12月12日起每晚19:35三集聯播
- 雲南衞視：2014年2月6日每晚19:35分三集連播
- 陝西衞視：2014年3月20日起每天08:05四集連播
- 山西衞視：2014年3月17日起每晚19:38三集聯播
- 江西衞視：2014年3月25日起每天14:15四集連播
- 天津衞視：2014年3月25日起每天12:35五集連播[3]
- 浙江衞視：2014年3月24日起每天07:35六集連播
- 黑龍江衞視：2019年7月22日每天04:42兩集連播
- 重慶衞視：2020年4月27日每天12:26六集聯播

## 演员表
- 潘泰名 飾 陳天放[4]
- 章雯淇 飾 孟隨紅
- 毛俊傑 飾 楚菲兒[5]
- 吳承軒 飾 秦楓
- 康傑 飾 劉堅強
- 吳婷 飾 劉子英
- 黑子 飾 錢百萬
- 王曉東 飾 李鐵柱
- 侯傳杲 飾 劉洪元
- 馮麗麗 飾 穆青青
- 孫盈盈 飾 陶媛媛
- 趙明莉 飾 荷花
- 張乃天 飾 神谷蓮見
- 趙家林 飾 鬼冢大輔
- 嚴曉頻 飾 白桂蘭
- 黃偉 飾 李化中
- 楊帆 飾 沈刀
- 馮越 飾 盧蘭
- 張磊 飾 杜儼
- 張磊 飾 胡四兒
- 徐偉 飾 板橋
- 張政勇 飾 黃維剛
- 楊雲棹 飾 孫敏
- 馮大路 飾 錢義
- 劉鳳崗 飾 梅東平
- 陳君 飾 房少銘
- 王乾 飾 錢老三
- 姜毅 飾 邱泰
- 孫榮 飾 丁耀先
- 李佳蔚 飾 大嫂
- 馬嘉宏 飾 範川
- 姚增強 飾 盧豹子
- 小西 飾 安德烈
- 婁亞江 飾 石磊
- 曹子辰 飾 馮松柏

## 備註
1. ↑  .   [2022-01-01]. （原始内容存档于2014-01-02）.
2. ↑  .   [2022-01-01]. （原始内容存档于2022-01-01）.
3. ↑  .   [2022-01-01]. （原始内容存档于2015-03-19）.
4. ↑  .   [2022-01-01]. （原始内容存档于2022-01-01）.
5. ↑  .   [2022-01-01]. （原始内容存档于2022-01-01）.